# كاميرون بوردمان
كاميرون بوردمان (بالإنجليزية: Cameron Boardman)‏ هو سياسي أسترالي، ولد في 10 ديسمبر 1970. انتخب عضو المجلس التشريعي الفيكتوري.